# Aeroportul Galbraith Lake
Aeroportul Galbraith Lake (IATA: GBH, ICAO: PAGB, FAA LID: GBH) este un aeroport din Alaska, Statele Unite ale Americii ce deservește zona Galbraith Lake⁠(d). Aeroportul a fost tranzitat în 2019 de 720 de pasageri.
Situat la o altitudine de 812 m, aeroportul dispune de 1 pistă. Este operat de Alaska Department of Transportation & Public Facilities⁠(d).

## Infrastructură

### Piste
Aeroportul dispune de o singură pistă. Pista 13/31 are suprafața de pietriș și dimensiunile 5.182 picioare × 150 picioare. 